# Kerk van Bagband
De kerk van Bagband is een romaans kerkgebouw in het dorpje Bagband in het Landkreis Aurich in Duitsland. De bakstenen kerk dateert oorspronkelijk uit het midden van de dertiende eeuw.
De kerk is in de zestiende eeuw deels ingestort. Voordien zal de kerk hoger geweest zijn en overwelfd. Ook had de kerk een apsis waar nu een rechte koorsluiting zit, ondersteund door twee steunberen.
De huidige, neogotische toren uit 1895, verving een losstaande klokkentoren.

## Orgel
In de kerk staat een historisch orgel van Heinrich Wilhelm Eckmann, dat in 1775 gebouwd werd. Het instrument bevindt zich op de galerij aan de oostelijke muur boven het altaar. De uit Quakenbrück stammende orgelbouwer kreeg bekendheid in Oost-Friesland met de bouw van een orgel voor de kerk in Amdorf. De borstwering van de galerij is versierd met de beeltenissen van Jezus, de evangelisten en de 12 discipelen. Het orgel bezit 14 registers op één manuaal en aangehangen pedaal.
De dispositie luidt als volgt:
| I Manuaal CD–c3 |            |     |     |
| 1.              | Principaal | 8′  | E   |
| 2.              | Bourdon    | 16′ | E,F |
| 3.              | Gedekt     | 8′  | E   |
| 4.              | Octaaf     | 4′  | E   |
| 5.              | Roerfluit  | 4′  | E   |
| 6.              | Quint      | 3′  | E   |
| 7.              | Octaaf     | 2′  | E   |
| 8.              | Woudfluit  | 2′  | E   |

| (voortzetting) |              |      |    |
| 9.             | Sifflet      | 1/2′ | E  |
| 10.            | Cornet III   |      | E  |
| 11.            | Mixtuur IV   |      | E  |
| 12.            | Cymbel III   |      | AF |
| 13.            | Dulciaan B/D | 16′  | AF |
| 14.            | Trompet B/D  | 8’   | AF |
|                | Tremulant    |      | AF |

| Pedaal CD–c1 |             |
|              | aangehangen |

Opmerkingen:

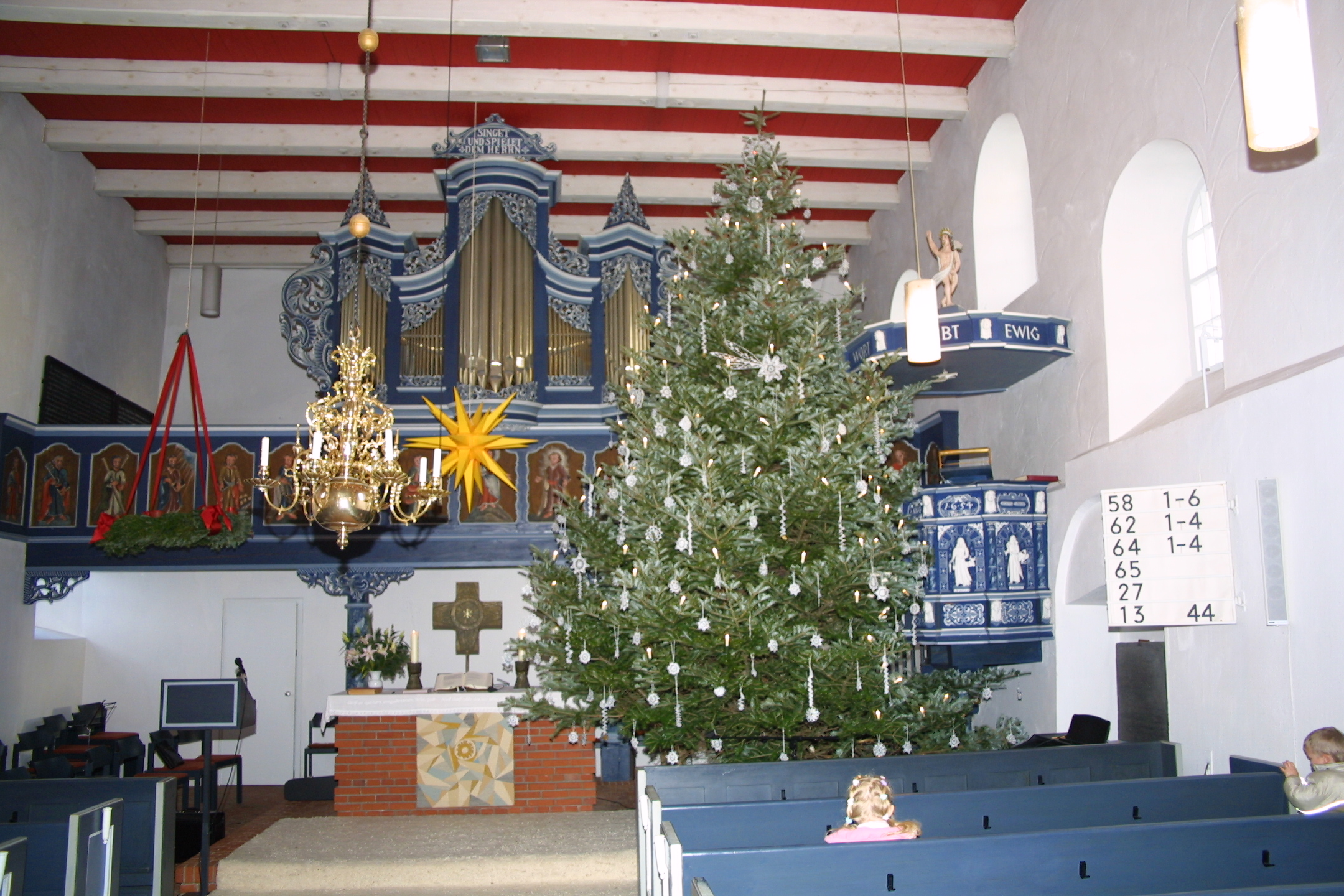
Eckmann-orgel

E = Registers van Heinrich Wilhelm Eckmann (1774/1775)
F = Registers van Alfred Führer (1975)
AF = Registers van Alfred Führer (1949)